# Noordelijke Zhou-dynastie
De Noordelijke Zhou-dynastie (Hanyu pinyin: Bĕi Zhōu, Traditioneel  Chinees: 北周) volgde de Westelijke Wei-dynastie op, en heerste over noordelijk China van 557 tot 581. De Noordelijke Zhou-dynastie werd opgevolgd door de Sui-dynastie.
Yuwen Hue trad in 557 aan als eerste keizer van Noordelijk Zhou.
In 577 veroverde de Noordelijke Zhou (opvolger van de Westelijke Wei) haar rivaal, de Noordelijke Qi-dynastie (opvolger van de Oostelijke Wei). Vier jaar daarna in 581 greep generaal Yang Jian de macht en stichtte de Sui-dynastie, die acht jaar later in 589 China herenigde.
Zuidelijke Dynastieën: Liu Song · Zuidelijke Qi · Liang (Westelijke Liang) · Chen

Noordelijke Dynastieën: Noordelijke Wei · Oostelijke Wei · Westelijke Wei · Noordelijke Qi · Noordelijke Zhou

(Zes Dynastieën)